# كارلوس بالاسيوس
كارلوس بالاسيوس (بالإسبانية: Carlos Palacios)‏ (30 يناير 1982 في هندوراس - ) هو مدرب كرة قدم ولاعب كرة قدم هندوراسي في مركز الدفاع. شارك مع منتخب هندوراس لكرة القدم. أما مع النوادي، فقد لعب مع ريال إسبانيا ونادي ماراثون ونادي فيكتوريا ونادي ريال سوسيداد.

## وصلات خارجية
- كارلوس بالاسيوس على موقع قاعدة بيانات كرة القدم.إي يو (الإنجليزية)
- كارلوس بالاسيوس على موقع ناشيونال فوتبول تيمز (الإنجليزية)
- كارلوس بالاسيوس على موقع Soccerway.com (الإنجليزية)
- كارلوس بالاسيوس على موقع AS.com (الإسبانية)